# 福建体育
福建体育从20世纪50年代起发展迅速，建立了各级体育组织机构，在修复兴建各类体育场馆设施的同时，陆续创办了各类体育学校、体育训练班和国防体育俱乐部。

## 奥运冠军
| 郑美珠、侯玉珠 | 女排团体         | 1984年        | 美国洛杉矶          | 第23届奥运会              |
| 吉新鹏         | 羽毛球男子单打   | 2000年        | 悉尼                | 第27届奥运会              |
| 石智勇         | 举重男子62公斤级 | 2004年        | 希腊雅典            | 第28届奥运会              |
| 张国政         | 举重男子69公斤级 | 2004年        | 希腊雅典            | 第28届奥运会              |
| 林丹           | 羽毛球男子单打   | 2008年 2012年 | 中国北京 · 英国伦敦 | 第29届奥运会 第30届奥运会 |
| 何雯娜         | 女子蹦床         | 2008年        | 中国北京            | 第29届奥运会              |
| 张湘祥         | 举重男子62公斤级 | 2008年        | 中国北京            | 第29届奥运会              |
| 林清峰         | 举重男子69公斤级 | 2012年        | 英国伦敦            | 第30届奥运会              |
| 邓薇           | 举重女子63公斤级 | 2016年        | 巴西里约热内卢      | 第31届奥运会              |
| 谌龙           | 羽毛球男子单打   | 2016年        | 巴西里约热内卢      | 第31届奥运会              |
| 徐云丽、林莉   | 女排团体         | 2016年        | 巴西里约热内卢      | 第31届奥运会              |

注：吉新鹏、谌龙代表福建，但籍贯为湖北；张国政籍贯为福建，但代表云南。

## 俱乐部
福建省参加过顶级联赛的职业俱乐部有福建SBS浔兴篮球俱乐部、福建众腾女子篮球俱乐部、厦门体育产业集团篮球俱乐部、福建平潭男子排球俱乐部、福建安溪铁观音女子排球俱乐部、厦门特房羽毛球俱乐部、厦门象屿象棋队、国旅联合厦门男子围棋甲级队和厦门观音山女子围棋队，而原来曾参加过顶级联赛的厦门足球俱乐部和厦门港务外代象棋队则于2008年解散，厦门海翼象棋队则于2016年解散。

## 赛事

### 厦门马拉松
厦门国际马拉松赛是由中國田徑協會和厦门市政府从2003年起主辦的体育比赛，在每年的一月份举行，在2008年1月4号被授予“2008年国际田联金牌路跑赛事”证书，从而成为国际田联2008年的金牌赛事。

### 中國羽球公開賽
2016年中國羽毛球首要超級賽為第28屆中国羽毛球公开赛，是2016年世界羽聯超級系列賽的第十一站；亦是本賽季五個首要超級系列比賽之一，於2016年11月15日至11月20日在中國福建省福州市海峡奥林匹克体育中心综合体育馆舉行，並獲泰禾冠名贊助，總獎金為70萬美元。

### 第六屆農民運動會
中华人民共和国第六届农民运动会于2008年10月26日～11月1日在福建省泉州市举行。吉祥物为“同同”，会歌为《风浩荡情飞扬》，口号是“绿色农运、金色梦想”。
本届赛事共有包括台湾省在内的32个代表团，3000多名运动员参加，而香港和澳门仅派出观摩团出席。

## 设施

### 福州奧體中心
福州海峡奥林匹克体育中心位于福州市，主要设施有主体育场、游泳馆、综合体育馆、网球馆等，主体育场容纳59,562名观众。2012年动工建设，它是2015年10月举行的第一届全国青年运动会的举办地。2014年11月，国际羽毛球公开赛在综合体育馆内举办。

### 廈門奧體中心
廈門奧林匹克體育中心位於廈門市，主要設施有廈門白鷺體育場、鳳凰體育館、白海豚遊泳館等。白鷺體育場是中國首座、世界第三座可實現專業足球場與綜合田徑場自由轉換的體育場，足球模式容納60,592名觀眾。鳳凰體育館是中國最大的單體體育館。